# Église Saint-Gervais de Rouen
Pour les articles homonymes, voir Saint-Gervais.
L’église Saint-Gervais, située place Saint-Gervais et rue Claude-Groulard à Rouen, a été construite entre 1868 et 1874 par l'architecte Martin Pierre. L'église actuelle, de style néoroman, voutée d'ogives, succède à un prieuré dépendant de l'abbaye de la Trinité de Fécamp, édifié à l'origine extra muros. La crypte de l'église, datant du haut Moyen Âge, fait l’objet d’un classement au titre des monuments historiques.

## Historique
Sous le chœur existe une crypte rectangulaire antérieure à l'an mil. La tradition y place la sépulture des premiers évêques. En effet, un grand cimetière antique et paléochrétien s'étend jusqu'à la rue du Renard, ancienne voie romaine. De nombreux sarcophages y ont été retrouvés dont deux sont exposés dans l'église.
L'église est donnée par Richard II de Normandie à l'abbaye de Fécamp en 1020 ou 1026. Elle est transformée en prieuré en 1066.
Le prieuré Saint-Gervais étant aménagé en résidence ducale, Guillaume le Conquérant y passe les derniers jours de sa vie et y meurt le 9 septembre 1087.
Le prieuré a été illustré par le séjour qu'y fit, durant une maladie, saint Thomas de Canterbury. Il reçut également la visite du roi Henri II d'Angleterre et du roi Louis VII de France.
Ce prieuré dura jusqu'au XVe siècle. L'église fut démolie en 1418 avant le siège mené par les Anglais pour qu'ils ne puissent pas y trouver refuge et elle fut rebâtie en 1434. Elle fut mutilée pendant les troubles civils et religieux de 1560 et 1562 et le siège de Rouen par Henri IV en 1591. L'église est restaurée ou partiellement reconstruite par François Lachausse en 1595. Le clocher, détruit en 1606, est reconstruit en 1673, avant d'être détruit à nouveau en 1683. 
Conservée comme succursale en 1791, elle est fermée en 1793. Rouverte en 1806, la succursale redevient église paroissiale en 1846.
Charles Marie Bouton a réalisé un dessin de la Crypte de Saint-Gervais en 1823. 
L'église était constituée d'une nef et d'un collatéral au sud. Un nouveau collatéral est construit au nord en 1838 par Laquerriere et le collatéral sud est agrandi en 1846 par Cheruel. 
La crypte de l'église fait l'objet d’un classement au titre des monuments historiques par la liste de 1840,.

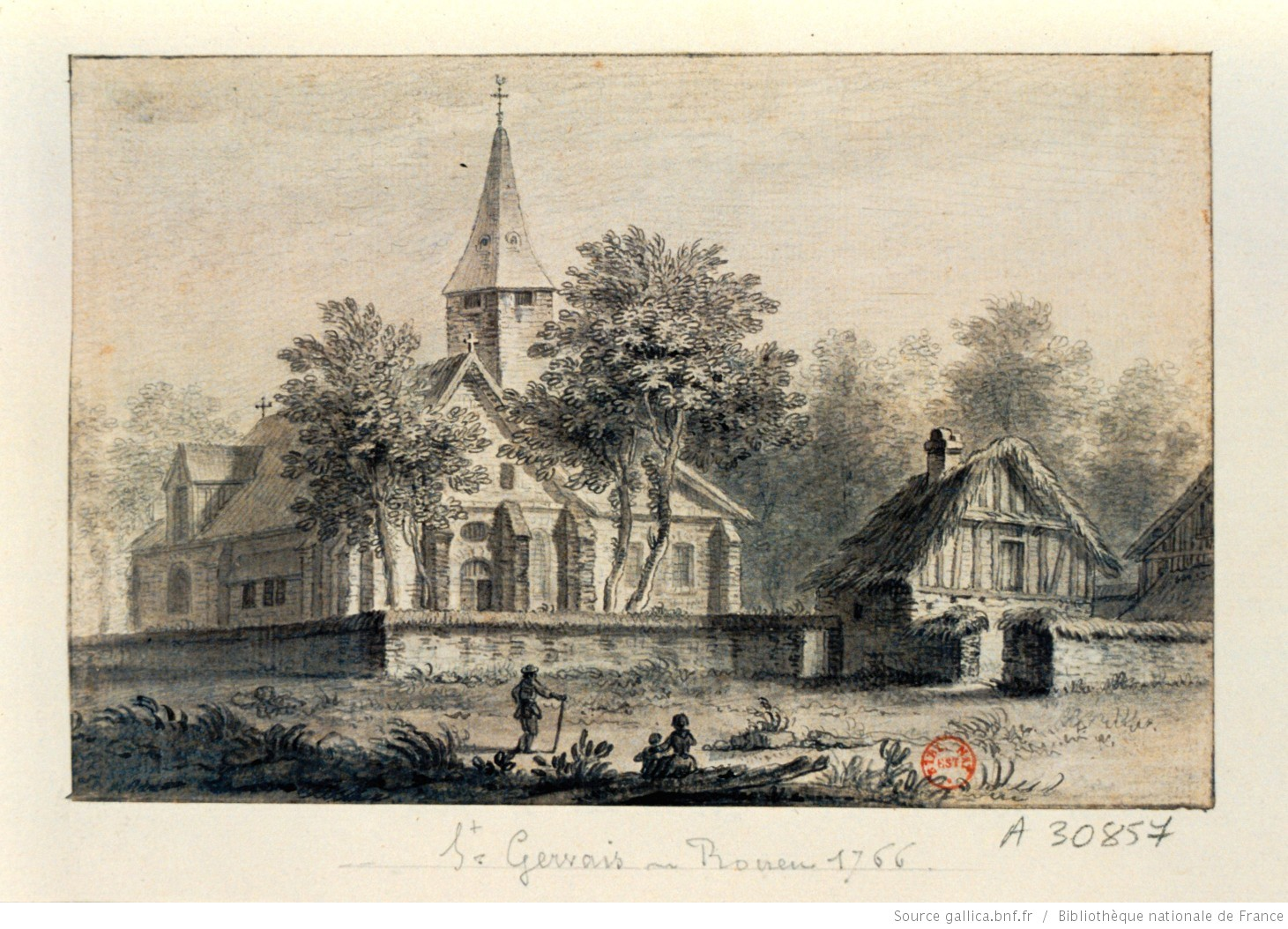
L'église en 1766 avant sa destruction.
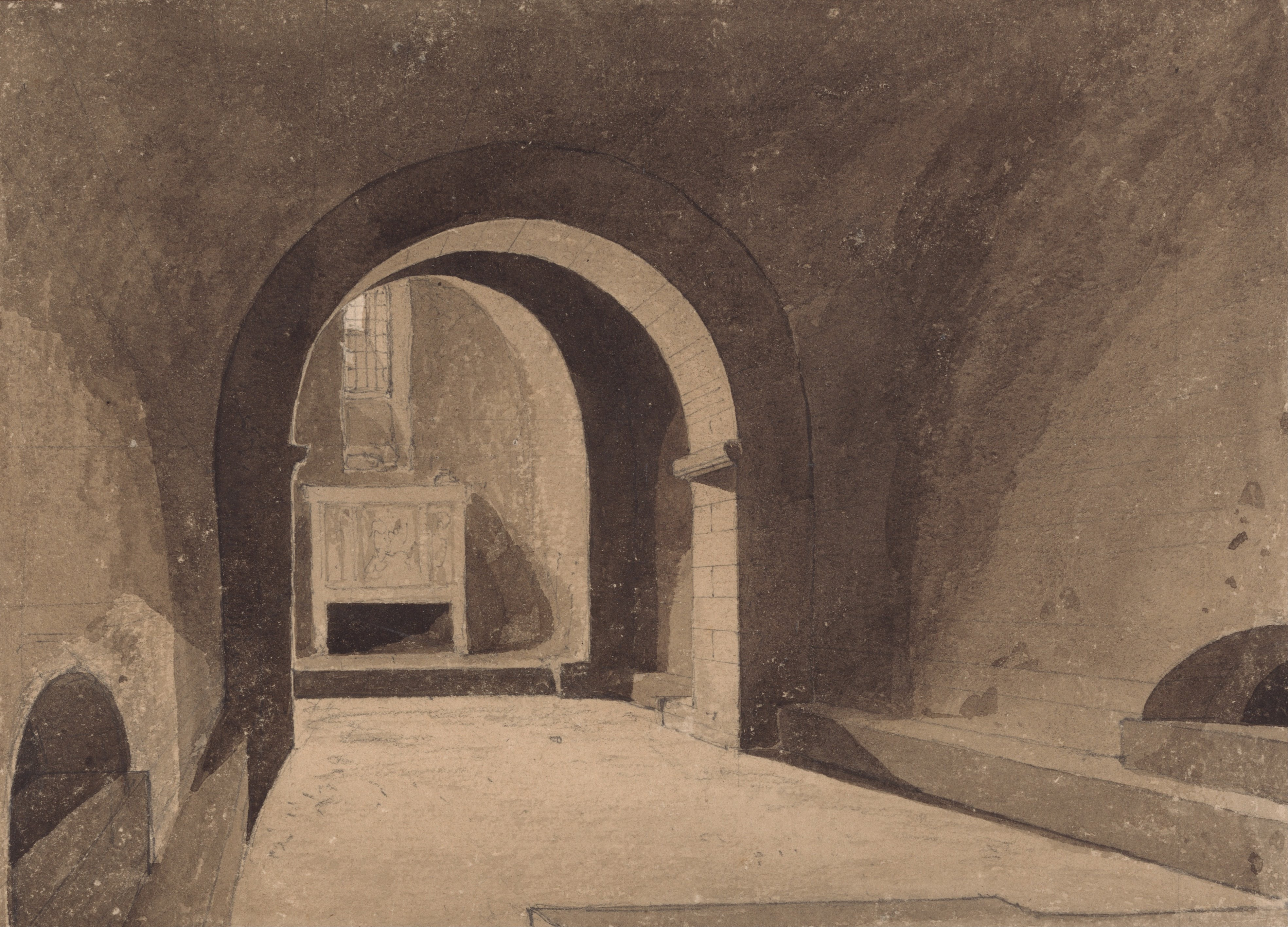
La crypte du haut Moyen Âge, vers 1817 (classée monument historique en 1840).

L'église est finalement détruite, à l'exception de la crypte, pour être reconstruite en 1868 et 1869 par Martin et Marical.
La fresque du chœur est due au peintre Savinien Petit. Le panneau central décoré d'une croix est entouré par six panneaux peints représentant saint Thomas Becket, saint Mellon, saint Gervais, saint Protais, saint Victrice et saint André.
Le 12 mars 1876, l'église est endommagée par un ouragan.

## Orgue

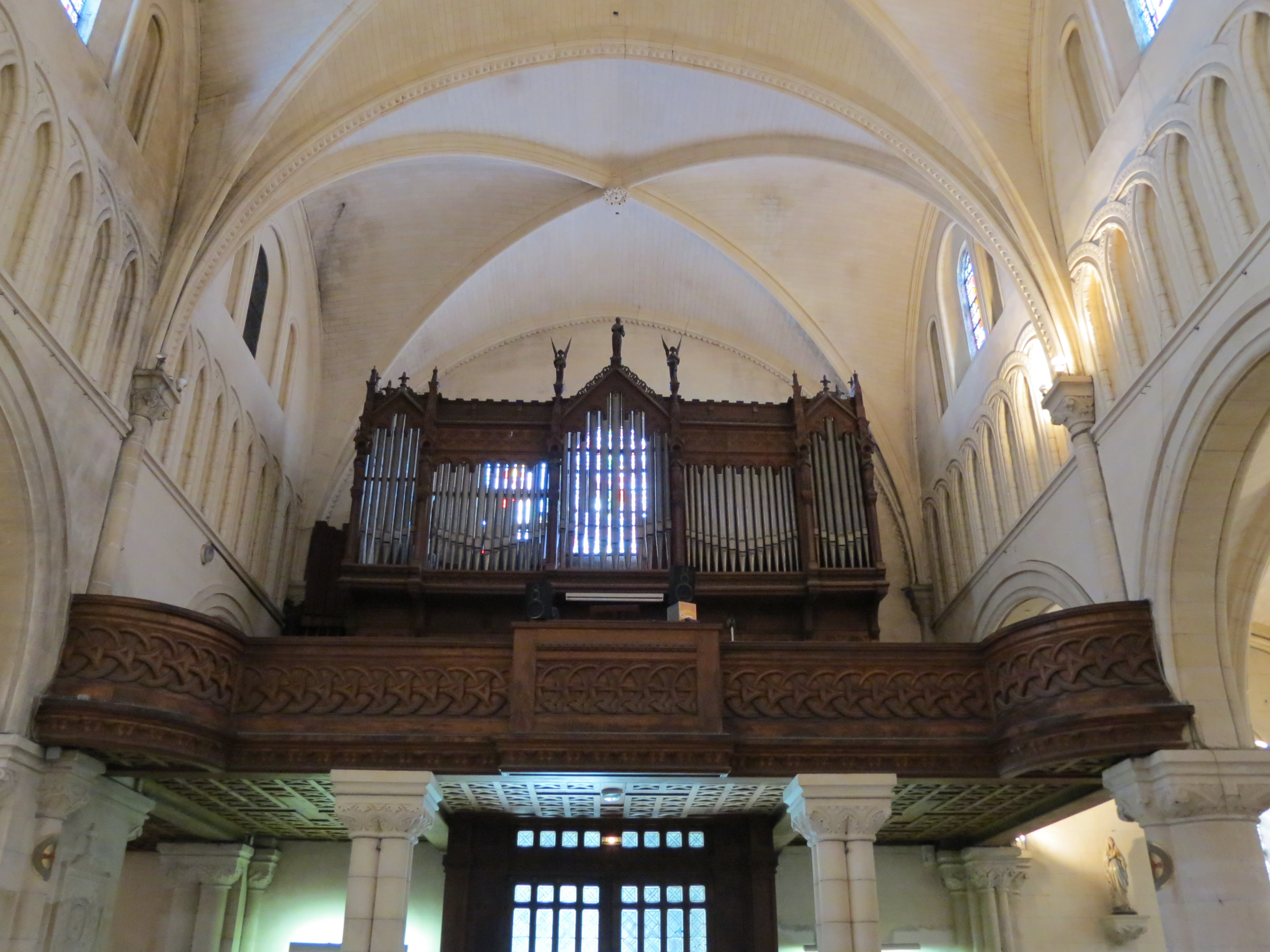
Orgue Cavaillé-Coll.

L'église Saint-Gervais de Rouen est dotée d'un orgue construit par Cavaillé-Coll en 1889. L'organiste Pierre Labric en a été le titulaire.